# Fahrettin
Fahrettin ist ein türkischer männlicher Vorname arabischer Herkunft mit der Bedeutung „der Ruhm der Religion“.

## Verbreitung
Der Name taucht in Deutschland seit 2010 immer wieder in den Hitlisten auf. In den letzten 10 Jahren wurde er rund 40 Mal gewählt. In Österreich kommt der Name seit 2000 in der Namensgebung vor. Er wird aber nur sporadisch vergeben, und zwar seitdem acht Mal. In der Schweiz tragen 36 Jungen diesen Namen (Stand 2023). Auch in Belgien und Dänemark wird er bei der Namenswahl berücksichtigt.

## Namensträger

### Vorname
- Fahrettin Altay (1880–1974), türkischer General
- Fahrettin Bıyıklı (* 1988), türkischer Fußballspieler
- Fahrettin Çiloğlu (* 1956), türkischer Schriftsteller georgischer Herkunft
- Fahrettin Genç (* 1953), türkischer Fußballtrainer
- Fahrettin Koca (* 1965), türkischer Mediziner und Politiker

### Zwischenname
- Emin Fahrettin Özdilek (1898–1989), türkischer General und Politiker
- Ömer Fahrettin Türkkan (1868–1948), osmanischer Offizier und türkischer Diplomat